# بوبي براون (ممثلة)
بوبي براون (بالإنجليزية: Bobbie Brown)‏ هي عارضة وسيدة أعمال وممثلة أمريكية، ولدت في 7 أكتوبر 1969 في باتون روج في الولايات المتحدة.

## وصلات خارجية
- بوبي براون (ممثلة) على موقع IMDb (الإنجليزية)
- بوبي براون (ممثلة) على موقع أول موفي (الإنجليزية)
- بوبي براون (ممثلة) على موقع إن إن دي بي (الإنجليزية)
- بوبي براون (ممثلة) على موقع قاعدة بيانات الفيلم (الإنجليزية)